# Hoạch Gia
Hoạch Gia (chữ Hán giản thể: 获嘉县, Hán Việt: Hoạch Gia huyện) là một huyện của địa cấp thị Tân Hương (新乡市), tỉnh Hà Nam, Cộng hòa Nhân dân Trung Hoa. Huyện Hoạch Gia có diện tích 1339 km2, dân số năm 2002 là 660.000 người, mã số bưu chính 453500, huyện lỵ đóng tại trân Thành Quan.
Huyện Hoạch Gia được chia ra các đơn vị hành chính gồm 
- 3 trấn: Thành Quan, Nguyên Vũ và Sư Trại.
- Hương: Cát Phu, Phúc Ninh Tập, Chúc Lâu, Lâu Bắc, Tương Trang, Quan Hán, Đại Tân, Đẩu Môn, Dương A, Lộ Trại, Hàn Đổng Trang, Thái Bình Trấn, Tề Nhai và Cận Đường.